# Бен Фельдман
Бен Фе́льдман (англ. Ben Feldman, нар. 27 травня 1980, Вашингтон) — американський актор, найбільш відомий ролями в телесеріалах: «Життя з Френ», «До смерті красива», «Супермаркет» та інші. 
У 2012 році почав зніматися в популярному серіалі «Божевільні», за роль Майкла Ґінсбурга в якому був номінований на премію «Еммі» в категорії «Найкращий запрошений актор у драматичному телесеріалі».

## Біографія
Бенджамін Фельдман народився 27 травня 1980 р. в місті Вашингтон, округ Колумбія, в єврейській родині. Із раннього дитинства брав участь у шкільних спектаклях, мюзиклах у літніх таборах тощо.
Здобув ступінь бакалавра за спеціальністю «акторська майстерність» у відомому театральному коледжі Корнелльського університету м. Ітака у штаті Нью-Йорк (англ. Ithaca College). Після закінчення ітакійського коледжу переїхав до міста Нью-Йорка та почав виступати на Бродвеї, де працював із Кетлін Тернер та Алісією Сільверстоун у знаменитій виставі «Випускник» (англ. The Graduate, 1967) Чарльза Веба. 
У 2005 році Бен Фельдман знявся в популярному телесеріалі «Життя з Френ» та у голлівудському фільмі-мелодрамі «Ідеальний чоловік» із такими зірками, як Гіларі Дафф, Гізер Локлір, Кріс Нот та іншими, після чого переїхав жити до Лос-Анджелеса, де почав активно зніматися в кінофільмах та телесеріалах.
Серед останніх відомих робіт у серіалах: Майкл Ґінсбург у «Божевільних», Рон ЛаФлемм у «Кремнієвій долині» та Джона Сіммс у «Супермаркеті».
У 2012 році обручився з акторкою Мішель Маліц (англ. Michelle Mulitz, «Морська поліція», «Числа» та ін.), з якою одружився 12 жовтня 2013 року в м. Ґейтерсбург, штат Меріленд. У подружжя є син Чарлі Мілтон (англ. Charlie Milton Feldman, нар. 24.10.2017).
Бен Фельдман разом із своїм другом Едуардо Порто (англ. Eduardo Porto Carreiro) — власники винної марки «Анджеліка Селларс» (англ. Angelica Cellars).

## Основна фільмографія
| Рік       |   | Українська назва  | Оригінальна назва | Роль           |
| --------- | - | ----------------- | ----------------- | -------------- |
| 2005—2007 | с | Життя з Френ      | Living with Fran  | Джош Рівз      |
| 2013      | с | Проект Мінді      | The Mindy Project | Джейсон Річман |
| 2012—2014 | с | Божевільні        | Mad Men           | Майкл Ґінсбург |
| 2009—2014 | с | До смерті красива | Drop Dead Diva    | ангел Фред     |
| 2014—2018 | с | Кремнієва долина  | Silicon Valley    | Рон ЛаФламм    |
| 2015—2018 | с | Супермаркет       | Superstore        | Джона Сіммс    |